# Amtsgericht Fischhausen
Das Amtsgericht Fischhausen war ein preußisches Amtsgericht mit Sitz in Fischhausen, Ostpreußen.

## Geschichte
Das königlich preußische Amtsgericht Fischhausen wurde mit Wirkung zum 1. Oktober 1879 als eines von acht Amtsgerichten im Bezirk des Landgerichtes Königsberg im Bezirk des Oberlandesgerichtes Königsberg gebildet. Der Sitz des Gerichtes war Fischhausen. Aufgehoben wurde die Gerichtsdeputation Fischhausen beim Kreisgericht Königsberg. Sein Gerichtsbezirk umfasste den Kreis Fischhausen ohne den Teil, der den Amtsgerichten Königsberg und Pillau zugeordnet war. Am Gericht bestanden 1888 zwei Richterstellen. Das Amtsgericht war damit ein mittelgroßes Amtsgericht im Landgerichtsbezirk.
Im Jahre 1945 wurden der Amtsgerichtsbezirk unter sowjetische Verwaltung gestellt und die deutschen Einwohner vertrieben. Damit endete auch die Geschichte des Amtsgerichtes Fischhausen.